# Brothers and Sisters (série télévisée)
Pour les articles homonymes, voir Brothers and Sisters.
Brothers and Sisters (Frères et Sœurs au Québec) est un feuilleton télévisé américain en 109 épisodes de 42 minutes créé par Jon Robin Baitz et diffusé entre le 24 septembre 2006 et le 8 mai 2011 sur le réseau ABC et simultanément au Canada sur le réseau Global.
Dans le Monde arabe, le feuilleton est diffusé entre le 30 septembre 2007 et le 13 mai 2012 sur FOX series (maintenant FOX) en version originale sous-titrée en arabe. En Belgique, la première saison a été diffusée à partir de juillet 2007 sur RTL-TVI. En France, le feuilleton est diffusé depuis le 28 août 2007 sur Fox Life et depuis le 11 mai 2009 sur TF1 et à partir du 12 décembre 2012 sur HD1. Au Québec, les trois premières saisons ont été diffusées entre le 12 septembre 2009 et juillet 2011 sur Radio-Canada.

## Synopsis
La famille Walker est une famille des plus normales, du moins en apparence. Les enfants de la famille sont maintenant des adultes et sont tous réunis, ce qui ne s'était pas produit depuis trois ans, pour l'anniversaire de Kitty ; cette journée va à tout jamais changer leurs vies.

## Distribution

### Acteurs principaux
| Interprètes          | Personnages        | Doublage français   | Régulier   | Invité/Récurrent  |
| -------------------- | ------------------ | ------------------- | ---------- | ----------------- |
| Sally Field          | Nora Walker        | Monique Thierry     | Saison 1–5 |                   |
| Rachel Griffiths     | Sarah Walker       | Anne Massoteau      | Saison 1–5 |                   |
| Calista Flockhart    | Kitty Walker       | Natacha Muller      | Saison 1–5 |                   |
| Balthazar Getty      | Tommy Walker       | Patrick Borg        | Saison 1–3 | Saison 4-5        |
| Matthew Rhys         | Kevin Walker       | Mathias Kozlowski   | Saison 1–5 |                   |
| Dave Annable         | Justin Walker      | Pascal Nowak        | Saison 1–5 |                   |
| Ron Rifkin           | Saul Holden        | Max André           | Saison 1–5 |                   |
| Emily VanCamp        | Rebecca Harper     | Chantal Macé        | Saison 1–4 | Saison 5          |
| Patricia Wettig      | Holly Harper       | Véronique Augereau  | Saison 1–5 |                   |
| Luke Macfarlane      | Scotty Wandell     | Emmanuel Garijo     | Saison 3–5 | Saisons 1-2       |
| Gilles Marini        | Luc Laurent        | Thomas Roditi       | Saison 5   | Saison 4          |
| Kerris Dorsey        | Paige Whedon       | Lisa Caruso         | Saison 1–4 | Saison 5          |
| Maxwell Perry Cotton | Cooper Whedon      | Leopold Szapatura   | Saison 2–4 | Saison 1, 5       |
| Rob Lowe             | Robert McCallister | Bruno Choel         | Saison 2–4 | Saison 1          |
| Luke Grimes          | Ryan Lafferty      | Thomas Sagols       | Saison 4   | Saison 3          |
| Sarah Jane Morris    | Julia Walker       | Stéphanie Lafforgue | Saison 1–3 | Saison 4 (invité) |
| John Pyper-Ferguson  | Joe Whedon         | Laurent Mantel      | Saison 1   | Saison 2          |

### Acteurs secondaires
| Interprète           | Personnage         | Saison            | Doublage français  |
| -------------------- | ------------------ | ----------------- | ------------------ |
| John Apicella        | Frank              | Saison 5          | Thierry Murzeau    |
| Amy Aquino           | Dr. Joan Avadon    | Saison 4          | Françoise Pavy     |
| Beau Bridges         | Nick Brody         | Saison 5          | José Luccioni      |
| Max Burkholder       | Jack McCallister   | Saison 1, 2, 3    | Guillaume Lebon    |
| Luc Charbonnier      | Ben Tyler          | Saison 3          |                    |
| Richard Chamberlain  | Jonathan Byrold    | Saison 5          | Pierre Dourlens    |
| Peter Coyote         | Mark August        | Saison 1          | Hervé Bellon       |
| Jeremy Davidson (en) | Jack Randall       | Saison 5          | Tanguy Goasdoué    |
| Ryan Devlin          | Seth Whitley       | Saison 5          | Stéphane Fourreau  |
| Marika Dominczyk     | Tyler Altamirano   | Saison 1, 5       | Véronique Volta    |
| Justine Dorsey       | Sophie McCallister | Saison 1, 2, 3    |                    |
| Edwina Findley       | Jill               | Saison 5          | Annie Milon        |
| Peter Gerety         | Dennis York        | Saison 4          | Richard Leblond    |
| Danny Glover         | Isaac Marshall     | Saison 2          | Richard Darbois    |
| Nigel Havers         | Roger Grant        | Saison 3, 4       | Jean Barney        |
| Josh Hopkins         | Warren Salter      | Saison 1          | Maurice Decoster   |
| Jay Karnes           | Roy Scovell        | Saison 4          | Cyrille Artaux     |
| Matt Letscher        | Alec Tyler         | Saison 3, 4       | Arnaud Arbessier   |
| Jason Lewis          | Chad Barry         | Saison 1, 3       | Damien Ferrette    |
| Will McCormack       | Ethan Tavis        | Saison 3          | Pierre Tessier     |
| Denis O'Hare         | Travis Marsh       | Saison 2, 4       | Nicolas Marié      |
| Ken Olin             | David Caplan       | Saison 2, 3, 4, 5 | Michel Papineschi  |
| Roxy Olin            | Michelle McCormack | Saison 1, 4, 5    | Sasha Supera       |
| Eric Christian Olsen | Kyle DeWitt        | Saison 3          | Axel Kiener        |
| Tyler Posey          | Gabe Whedon        | Saison 1          | Alexandre Nguyen   |
| Keri Lynn Pratt      | Amber Trachtenberg | Saison 1          | Karine Foviau      |
| Isabella Rae Thomas  | Olivia             | Saison 5          | Olivia Tusoli      |
| Emily Rose           | Lena Branigan      | Saison 2          | Adeline Moreau     |
| Matthew Settle       | Jonathan Sellers   | Saison 1          | Anatole de Bodinat |
| Tom Skerritt         | William Walker     | Saison 1, 2, 3, 4 | Bernard Tiphaine   |
| Sonja Sohn           | Trish Evans        | Saison 3          | Odile Schmitt      |
| Jon Tenney           | Simon Craig        | Saison 4          | Bernard Lanneau    |
| John Terry           | Karl West          | Saison 5          | Bernard Lanneau    |
| Marguerite Moreau    | Ginny Lawford      | Saison 4          | Olivia Nicosia     |
| Steven Weber         | Graham Finch       | Saison 2, 3       | Constantin Pappas  |
| Treat Williams       | David Morton       | Saison 1          | Patrick Bethune    |
| Eric Winter          | Jason McCallister  | Saison 1, 2       | Guillaume Lebon    |
| Odette Annable       | Annie Miller       | Saison 5          | Karine Foviau      |

## Épisodes

### Première saison
La plupart de la saison se concentre sur les secrets de William Walker révélés après sa mort, notamment la découverte de sa liaison avec Holly Harper, et sa fille Rebecca. On découvre également la vie des frères et sœurs Walker qui doivent composer avec leur emploi, une vie amoureuse mouvementée...

### Deuxième saison
La deuxième saison porte principalement sur la vie romantique de la fratrie Walker. Kitty et Robert commencent à planifier leur mariage, Kevin et Scotty (son amant de la première saison) se mettent en couple. Sarah doit maintenant faire face à son divorce et être mère célibataire, tandis que Tommy et Julia passent par de graves problèmes de couple après avoir perdu un de leurs jumeaux. Nora commence une nouvelle romance avec un membre du personnel de Robert. Et Rebecca tente d'aider Justin à reprendre une vie normale après avoir été blessé pendant la guerre.

### Troisième saison
Après la découverte qu'elle n'est pas la fille de William Walker, Rebecca doit faire face à sa nouvelle place dans la famille et sa nouvelle relation avec Justin qui pourraient être mises en difficulté avec l'arrivée de Ryan, le fils illégitime de William (le vrai). Kitty et Robert font face à des problèmes dans leur mariage alors qu'ils tentent d'adopter un bébé, tandis que Kevin et Scotty s'installent ensemble. Nora décide qu'elle veut créer son entreprise et tombe amoureuse. Holly devient trop importante à Ojai pour Saul et Sarah qui décident de quitter l'entreprise familiale, tandis que Tommy se tourne vers des mesures drastiques pour reprendre l'entreprise en main.

### Quatrième saison
Dans cette saison, Kevin et Scotty décident de fonder une famille. Kitty reçoit des nouvelles inattendues. Sarah découvre l'amour avec Luc, un homme qu'elle a rencontré en France qui a déménagé en Amérique pour vivre avec elle. Justin a du mal à trouver du temps pour étudier avec ses fiançailles avec Rebecca. Elle découvre également qu'elle est enceinte de Justin, mais Rebecca finit par faire une erreur qui met un peu plus de pression dans leur relation. Bien que ses enfants traversent des moments difficiles, Nora essaye de moins s'occuper de leurs problèmes et plus des siens. Ryan entraîne des désagréments. Ojai s'associe avec un homme du passé de William. Holly ruine sa relation avec David à cause d'Ojai.

### Cinquième saison
La saison commence avec Kitty qui espère que Robert sorte de son coma. Justin revient de la guerre. Sarah veut retourner en France avec Luc et vendre Ojai. Kevin est redevenu un avocat avec un très bas salaire, et a également renoncé à avoir un autre enfant avec Scotty. Nora a pris un emploi de fleuriste. Holly n'a toujours pas retrouvé la mémoire, même avec l'aide de Justin. Rebecca veut divorcer.

## Personnages

### Famille Walker
- Nora Walker est la matriarche de la famille Walker ; Elle est également la veuve de William Walker.
- Sarah Walker est l'aînée des enfants de Nora et William, elle est l'ancienne présidente d'Ojai Foods et elle est directrice générale de Greenatopia. Elle a aussi été mariée à Joe Whedon avec qui elle a eu deux enfants, Paige et Cooper, et elle est en couple avec un Français, Luc Laurent. Elle apprend qu'elle est la fille de Nick Brody.
- Kitty Walker est le deuxième enfant de Nora et William, elle a un an de moins que Sarah. Elle est écrivaine, ancienne animatrice de radio à New York et ancienne directrice de la communication de son mari Robert McCallister. Elle est la veuve de Robert McCallister avec qui elle avait adopté un petit garçon nommé Evan.
- Tommy Walker est le troisième enfant, il est de deux ans plus jeune que Kitty, et il est le premier fils de Nora et William, il est l'ancien président d'Ojai Foods. Il est divorcé de Julia Ridge avec qui il a eu des jumeaux : Elisabeth et William (décédé peu après sa naissance).
- Kevin Walker, quatrième enfant de Nora et William, deux ans de moins que Tommy, est un avocat pro bono et il a été directeur de la communication du sénateur McCallister et il a également été un ancien avocat d'affaires. Il est marié à Scotty Wandell. Ensemble, ils ont adopté une fille, Olivia et ont un fils, Daniel (mère porteuse).
- Justin Walker, cinquième et dernier enfant de Nora et William, il est de huit ans plus jeune que Kevin. C'est un vétéran des guerres d'Afghanistan et d'Irak, et aussi un toxicomane.

### Famille élargie et amis
- Saul Holden, ancien directeur financier chez Ojai Foods, il est le frère de Nora Walker.
- Scotty Wandell, chef cuisinier, il est marié à Kevin Walker.
- Rebecca Harper, fille de Holly Harper ; autrefois elle travaillait chez Ojai Foods comme directrice de la publicité. Elle est divorcée de Justin Walker. Pendant un temps, la famille Walker pensait qu'elle était la fille illégitime de William.
- Holly Harper est l'ex-maîtresse de William Walker. Elle a été présidente et chef de la direction d'Ojai Foods. Elle est actrice.
- Luc Laurent est le conjoint de Sarah. Il est peintre, il est originaire de France.
- Robert McCallister était sénateur des États-Unis dans l'état de Californie ; il était marié à Kitty Walker avant sa mort. Il est décédé des suites de blessures subies dans un accident de voiture.
- Ryan Lafferty est le demi-frère illégitime des enfants Walker, né d'une liaison entre William et une associée en affaires de celui-ci (plus jeune enfant de William). Il pense que sa mère s'est suicidée à la suite de sa relation avec William Walker, et veut nuire à l'entreprise Ojai Foods.
- Joe Whedon est professeur de musique. Il est l'ex-mari de Sarah Walker. Lui et Sarah ont deux enfants, Paige et Cooper. Grosse déception pour Sarah, il s'est remarié à sa première femme.
- Julia Ridge est enseignante. Elle est l'ex-femme de Tommy Walker, avec qui elle a eu une fille, Elizabeth (dont le frère jumeau, William, meurt peu après la naissance).

### Autres personnages
- William Walker était le fondateur et le propriétaire d'Ojai Foods, il était le mari de Nora Walker et le père de Sarah, Kitty, Tommy, Kevin et Justin Walker, ainsi que de Ryan Lafferty. Il est décédé d'une crise cardiaque au début de la saison 1.
- Jason McCallister est un pasteur gay et frère de Robert McCallister. Il a été en couple avec Kevin Walker.
- David Caplan est un photographe et le père de Rebecca Harper.
- Ida Holden est la mère de Nora et de Saul. Elle a une relation difficile avec Nora, et après être tombée malade, elle décide de déménager dans une maison plutôt que de vivre avec sa fille.
- Nick Brody est le père biologique de Sarah Walker. Il a eu une relation avec Nora qui est tombée enceinte de lui.

## Commentaires
- Jon Robin Baitz, le créateur de la série, a décidé de partir au milieu de la seconde saison après des semaines de conflit avec ABC. Au centre du débat : les intrigues, les personnages et, surtout, la critique virulente de la société américaine en arrière-plan des intrigues[5].

## Récompenses
- Emmy de la meilleure actrice dans une série dramatique 2007 pour Sally Field
- GLAAD Media Award 2007 de la meilleure série dramatique
- GLAAD Media Award 2008 de la meilleure série dramatique
- GLAAD Media Award 2009 de la meilleure série dramatique
- Prism Award 2008 du meilleur acteur pour Dave Annable
- Prism Award 2008 de la meilleure actrice pour Sally Field
- Screen Actors Guild Award 2009 de la meilleure actrice pour Sally Field